# Мері Ітон
Мері Ітон (англ. Mary Eaton; 29 січня 1901 — 10 жовтня 1948) — американська театральна акторка, співачка і танцівниця 1910—1920-х років. Виступаючи з дитинства на професійному рівні, вона мала успіх в різних театральних постановках, включаючи «Божевілля Зігфелда». Також знялася в ранніх звукових фільмах «Прославляючи американську дівчину» і «Кокосові горішки». В середині 1930-х років її кар'єра пішла на спад, а боротьба з алкоголізмом і зовсім привела до смерті актриси в 1948 році від печінкової недостатності.

## Дитинство, юність та кар'єра
Була родом з Норфолка, штату Вірджинія. У семирічному віці разом зі своїми сестрами Доріс і Перл почала відвідувати уроки танців у Вашингтоні. У 1911 році всіх трьох сестер запросили до участі в постановці Моріса Метерлінка «Синій птах» в Shubert Belasco Theatre, у Вашингтоні. Попри те, що Ітон грала в цій постановці незначну роль, це стало початком її професійної кар'єри в театрі.
Після закінчення «Синього птаха» в 1912 році, сестри разом зі своїм молодшим братом Джо почали виступати в різних постановках для Poli stock company. Вони швидко здобули репутацію професійних і надійних акторів і рідко були поза роботи.
У 1915 році сестри з'явилися в новій постановці «Синього птаха» для Poli; Доріс і Мері були дані головні ролі Мітіль і Тітіль. Пізніше акторки виступали у різних постановках, поставлених братами Шубертами. По закінченні шоу, Мері за рекомендацією Шубертів почала серйозно вивчати балет разом з Федором Козловим.

## Успіх у театрі та в кіно
З усіх своїх братів і сестер Мері, мабуть, була найпопулярнішою актрисою. Бувши талановитою танцівницею, вона отримала захоплені відгуки у постановці «Intime» у Вашингтоні, в 1917 році. Одночасно вона мала дебют на Бродвеї, зігравши в постановці «На гору» разом із Фредом і Адель Астер. Протягом 1920-х років Ітон продовжувала виступати в різних театральних постановках.
Тричі грала у виставах «Безумства Зігфелда» в 1920, 1921 і 1922 роках.
Також Ітон мала короткочасну кар'єру в кіно і брала участь у радіопостановках. Зокрема знялася у фільмах: «Кокосові горішки» (1929) разом з Братами Маркс і «Прославляючи американську дівчину» (1929), де була застосована технологія техніколора. Режисером виступив Флорен Зігфелд. У цьому фільмі Ітон продемонструвала свої вокальні та танцювальні здібності, але комерційний провал фільму став кінцем кінокар'єри Ітон.

## Спад
У той час як кар'єра братів і сестер Мері пішла вгору, її власна кар'єра на початку 1930-х років пішла на спад. Останній виступ в театрі вона мала 1932 року. Після трьох невдалих шлюбів, Ітон боролася з алкоголізмом. Попри те, що її брати та сестри неодноразово намагалися їй допомогти, і вона проходила реабілітацію кілька разів, акторка так і не змогла подолати свою залежність.
Померла від печінкової недостатності в Голлівуді, штат Каліфорнія. Похована на цвинтарі «Форест-Лаун» в Лос-Анджелесі разом з іншими членами своєї сім'ї.

## Вибіркова фільмографія
- 1923 — Його діти дітей / His Children's Children
- 1929 — Кокосові горішки / The Cocoanuts
- Прославляючи американську дівчину|Glorifying the American Girl (1929)